# Черногорлый трогон
Черногорлый трогон (лат. Trogon rufus) — вид птиц семейства трогоновых. Гнездится в низинах от юга Гондураса до западного Эквадора и северной Аргентины.

## Описание
Длина черногорлого трогона — 23—24 см, масса — 54—57 г. Черногорлый трогон имеет белое подхвостье с чёрной полосой, жёлтый клюв.

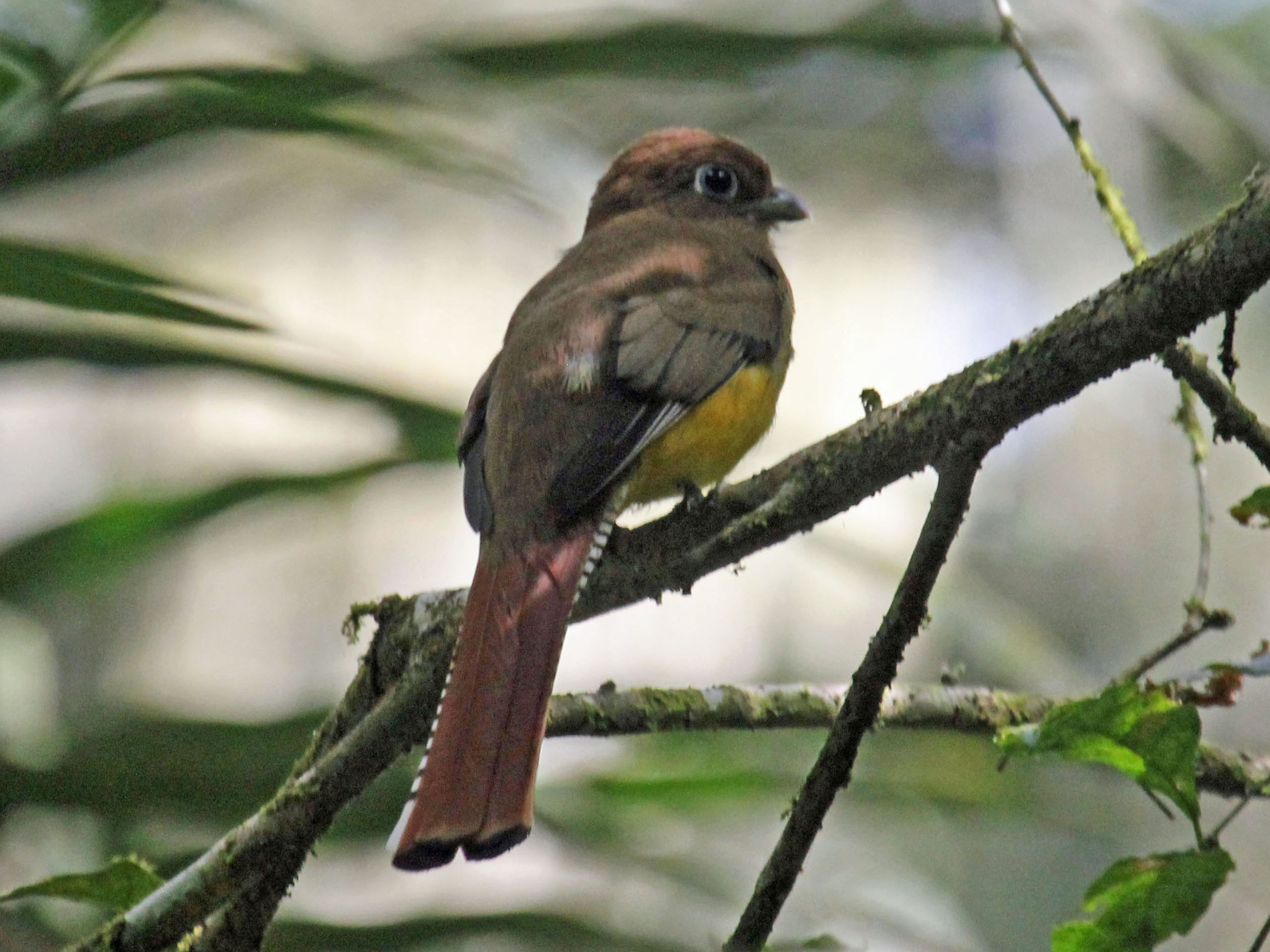
Самка черногорлого трогона

Самец черногорлого трогона имеет зелёную голову, верхнюю часть груди и спину, чёрную морду и горло, золотисто-желтый живот.
У самки коричневые голова, верхняя часть груди и спина, рыжая верхняя часть хвоста и жёлтый живот.
Неполовозрелые особи похожи на взрослых, но более тусклые, а у молодых самцов горло, грудь и кроющие крыла коричневого цвета.

## Среда обитания
Черногорлый трогон — житель нижних ярусов влажных тропических лесов, предпочитающий глубокую тень подлеска.

## Полёт
Хотя, полет черногорлого трогона быстрый, они не хотят летать на любые расстояния. Обычно они сидят прямо и неподвижно.

## Питание
Черногорлые трогоны питаются в основном членистоногими, часто добываемыми в полёте, а также некоторыми фруктами. Часто они ловят членистоногих, напуганных другими хищниками, например, обыкновенными носухами.

## Размножение
Гнезда черногорлого трогона расположены на высоте 1-6 м, в неглубокой полости без покрытия. Типичная кладка состоит из двух белых яиц.

## Классификация
Выделяют 3 подвида:
- T. r. rufus Gmelin, 1788
- T. r. sulphureus Spix, 1824
- T. r. amazonicus Todd, 1943